# Dolichopus violovitshi
Dolichopus violovitshi är en tvåvingeart som beskrevs av Negrobov 1977. Dolichopus violovitshi ingår i släktet Dolichopus och familjen styltflugor. Inga underarter finns listade i Catalogue of Life.